# 23886 Toshihamane
23886 Toshihamane è un asteroide della fascia principale. Scoperto nel 1998, presenta un'orbita caratterizzata da un semiasse maggiore pari a 3,1312659 UA e da un'eccentricità di 0,1187434, inclinata di 18,32957° rispetto all'eclittica.